# Liste der Sportverbände in San Marino
Die Liste der Sportverbände in San Marino enthält alle Verbände der Republik San Marino, die Mitglied des nationalen Olympischen Komitees (Comitato Olimpico Nazionale Sammarinese, kurz: C.O.N.S)  sind und durch den Dachverband international vertreten werden (Stand Dezember 2013).
- Federazione Aeronautica Sammarinese   (FAS), Serravalle
- Federazione Sammarinese Amatori Ciclismo   (FSAC), Montegiardino
- Federazione Sammarinese Arti Marziali   (FESAM), Serravalle
- Federazione Sammarinese Atletica Leggera   (FSAL),  Serravalle
- Federazione Sammarinese Attività Subacquee   (FSAS), Serravalle
- Federazione Auto Motoristica Sammarinese   (FAMS), Serravalle
- Federazione Sammarinese Baseball-Softball   (FSBS), Serravalle
- Federazione Sammarinese Bowling   (FSB); Serravalle
- Federazione Sammarinese della Caccia   (FSdC); Domagnano
- Federazione Ciclistica Sammarinese   (FCS), Serravalle
- Federazione Sammarinese Cronometristi   (FSCr), Serravalle
- Federazione Sammarinese Ginnastica   (FSG), Serravalle
- Federazione Sammarinese Giuoco Calcio   (FSGC), Stadt San Marino
- Federazione Sammarinese Golf   (FGS), Serravalle
- Federazione Ippica Sammarinese, Serravalle
- Federazione Sammarinese Motociclistica   (FSM), Borgo Maggiore
- Federazione Sammarinese Nuoto   (FSN); Borgo Maggiore
- Federazione Sammarinese Pallacanestro   (FSP); Serravalle
- Federazione Sammarinese Pallavolo  (FSPAV), Serravalle
- Federazione Sammarinese Pesca Sportiva   (FSPS), Serravalle
- Federazione Sammarinese Pesi - Lotta - Judo e discipline associate   (FSPLJ), Serravalle
- Federazione Sammarinese degli Scacchi   (FSdS), Serravalle
- Federazione Sammarinese Sport Invernali   (FSSI),  Serravalle
- Federazione Sammarinese Sport Bocce   (FSSB), Borgo Maggiore
- Federazione Sammarinese Sport Speciali   (FSSS); Acquaviva
- Federazione Sammarinese Tennis   (FST),  Stadt San Marino
- Federazione Sammarinese Tennis Tavolo   (FSTT), Serravalle
- Federazione Sammarinese Tiro a Segno   (FSTS), Acquaviva
- Federazione Sammarinese Tiro a Volo   (FSTV), Serravalle
- Federazione Sammarinese di Tiro con l'Arco   (FSTARCO),  Serravalle
- Federazione Sammarinese Vela   (FSV), Serravalle